# Мали Гжат
Мали Гжат (рус. Малая Гжать) река је у европском делу Русије која протиче преко територије Смоленске области и лева је притока реке Гжат (део басена реке Волге и Каспијског језера). Протиче преко територија Тјомкиншког, Вјаземског и Гагаринског рејона.
Укупна дужина водотока је 38 km, а површина сливног подручја 194 km².